# 厚沢部町

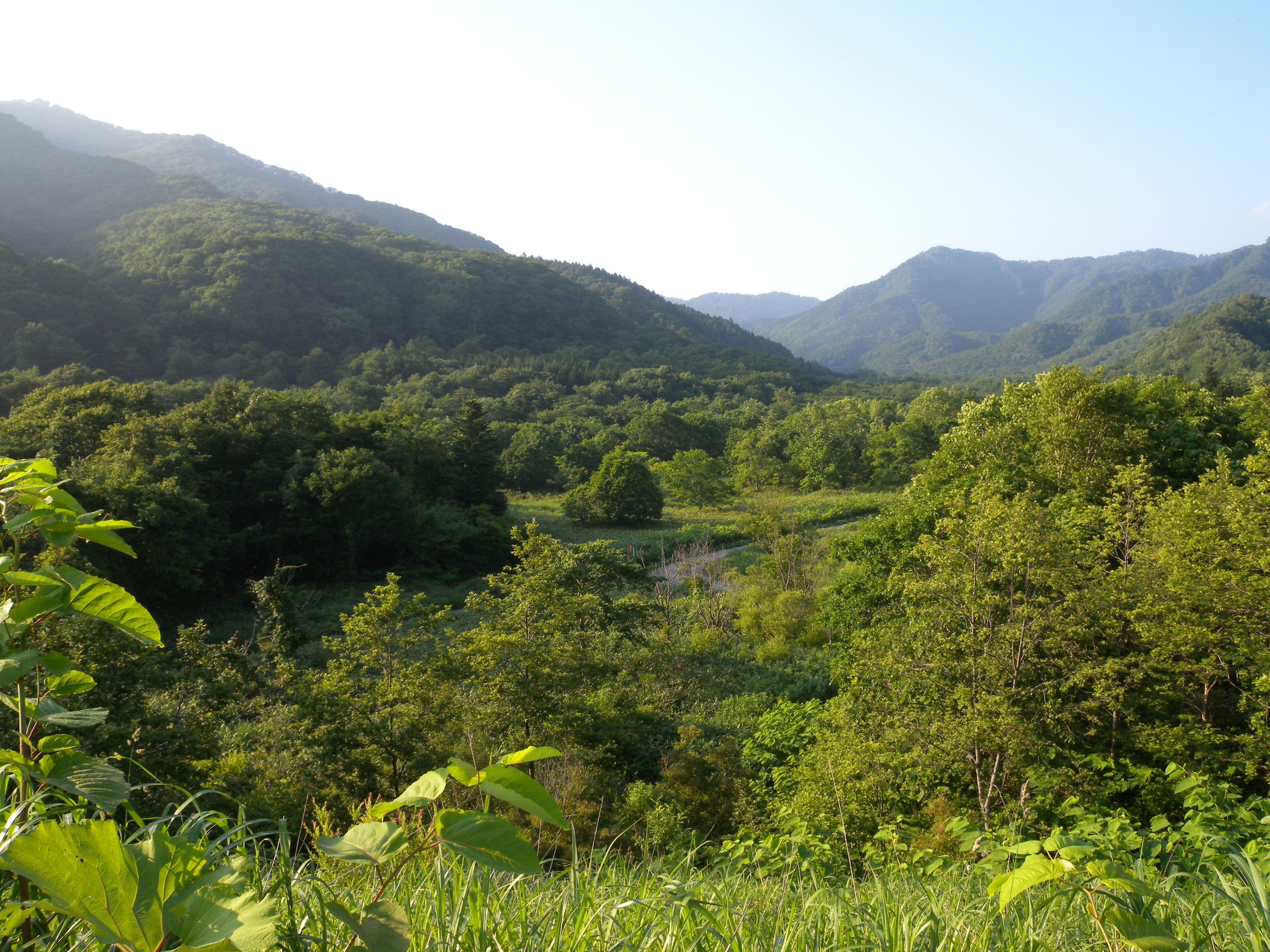
鶉川上流部、天然記念物「鶉川ゴヨウマツ自生北限地帯」の下流側

厚沢部町（あっさぶちょう）は、北海道南西部、檜山振興局南東部にある檜山郡に属する町。基幹産業は農林業で、ヒバ（ヒノキアスナロ）や五葉松（ゴヨウマツ）の北限地であるとともに、トドマツの南限地でもあり学術的に貴重な地域である。地名の由来はアイヌ語であるが、「アッ・サム（楡皮・のそば）」や「ハッチャム・ベツ（桜鳥・川）」といった説がある。
「厚沢部」と書いて「あっさぶ」と読む、道南の難読地名のひとつである。

## 地理
檜山管内南東部に位置し、北に八雲町・森町、南に上ノ国町・木古内町、西に乙部町・江差町、東に北斗市と境界を有する。面積の約8割を山林が占める。町の中央に位置する太鼓山（標高145.9m）は春のツツジや秋の紅葉で知られる景勝地となっている。
- 山: 太鼓山、二つ山
- 河川: 厚沢部川、安野呂川、鶉川、館川
- 湖沼:

### 隣接している自治体
- 檜山振興局
  - 檜山郡：江差町、上ノ国町
  - 爾志郡：乙部町
- 渡島総合振興局
  - 北斗市
  - 上磯郡：木古内町
  - 二海郡：八雲町
  - 茅部郡：森町

### 人口
| |                                          |  |
| 厚沢部町と全国の年齢別人口分布（2005年） | 厚沢部町の年齢・男女別人口分布（2005年） |  |
| ■紫色 ― 厚沢部町 ■緑色 ― 日本全国 | ■青色 ― 男性 ■赤色 ― 女性                |  |
| 厚沢部町（に相当する地域）の人口の推移 \| 1970年（昭和45年） \| 8,039人 \| \| \| 1975年（昭和50年） \| 7,379人 \| \| \| 1980年（昭和55年） \| 6,862人 \| \| \| 1985年（昭和60年） \| 6,330人 \| \| \| 1990年（平成2年） \| 5,755人 \| \| \| 1995年（平成7年） \| 5,385人 \| \| \| 2000年（平成12年） \| 5,105人 \| \| \| 2005年（平成17年） \| 4,775人 \| \| \| 2010年（平成22年） \| 4,414人 \| \| \| 2015年（平成27年） \| 4,049人 \| \| \| 2020年（令和2年） \| 3,592人 \| \| |                                          |  |
| 総務省統計局 国勢調査より |                                          |  |
| 1970年（昭和45年） | 8,039人                                  |  |
| 1975年（昭和50年） | 7,379人                                  |  |
| 1980年（昭和55年） | 6,862人                                  |  |
| 1985年（昭和60年） | 6,330人                                  |  |
| 1990年（平成2年） | 5,755人                                  |  |
| 1995年（平成7年） | 5,385人                                  |  |
| 2000年（平成12年） | 5,105人                                  |  |
| 2005年（平成17年） | 4,775人                                  |  |
| 2010年（平成22年） | 4,414人                                  |  |
| 2015年（平成27年） | 4,049人                                  |  |
| 2020年（令和2年） | 3,592人                                  |  |

### 消滅集落
2015年国勢調査によれば、以下の集落は調査時点で人口0人の消滅集落となっている。
- 厚沢部町 - 字須賀、字峠下、字上の山

## 気候
ケッペンの気候区分によると、厚沢部町は亜寒帯湿潤気候または湿潤大陸性気候（Dfb）に属する。寒暖の差が大きく気温の年較差、日較差が大きい顕著な大陸性気候である。降雪量が多く、周辺の自治体と同様に特別豪雪地帯に指定されている。冬季は-20℃前後の気温が観測されることが珍しくない。
| 鶉（1991年 - 2020年）の気候        | 鶉（1991年 - 2020年）の気候 | 鶉（1991年 - 2020年）の気候 | 鶉（1991年 - 2020年）の気候 | 鶉（1991年 - 2020年）の気候 | 鶉（1991年 - 2020年）の気候 | 鶉（1991年 - 2020年）の気候 | 鶉（1991年 - 2020年）の気候 | 鶉（1991年 - 2020年）の気候 | 鶉（1991年 - 2020年）の気候 | 鶉（1991年 - 2020年）の気候 | 鶉（1991年 - 2020年）の気候 | 鶉（1991年 - 2020年）の気候 | 鶉（1991年 - 2020年）の気候 |
| 月                                 | 1月                         | 2月                         | 3月                         | 4月                         | 5月                         | 6月                         | 7月                         | 8月                         | 9月                         | 10月                        | 11月                        | 12月                        | 年                          |
| ---------------------------------- | --------------------------- | --------------------------- | --------------------------- | --------------------------- | --------------------------- | --------------------------- | --------------------------- | --------------------------- | --------------------------- | --------------------------- | --------------------------- | --------------------------- | --------------------------- |
| 最高気温記録 °C （°F）             | 9.5 (49.1)                  | 15.6 (60.1)                 | 19.5 (67.1)                 | 24.9 (76.8)                 | 28.8 (83.8)                 | 33.0 (91.4)                 | 34.5 (94.1)                 | 35.0 (95)                   | 33.8 (92.8)                 | 25.1 (77.2)                 | 21.6 (70.9)                 | 15.0 (59)                   | 35.0 (95)                   |
| 平均最高気温 °C （°F）             | 0.2 (32.4)                  | 1.0 (33.8)                  | 4.8 (40.6)                  | 11.3 (52.3)                 | 16.8 (62.2)                 | 20.7 (69.3)                 | 24.1 (75.4)                 | 25.8 (78.4)                 | 22.7 (72.9)                 | 16.5 (61.7)                 | 9.1 (48.4)                  | 2.4 (36.3)                  | 13.0 (55.4)                 |
| 日平均気温 °C （°F）               | −3.7 (25.3)                 | −3.0 (26.6)                 | 0.5 (32.9)                  | 6.0 (42.8)                  | 11.4 (52.5)                 | 15.8 (60.4)                 | 19.8 (67.6)                 | 21.2 (70.2)                 | 17.1 (62.8)                 | 10.5 (50.9)                 | 4.5 (40.1)                  | −1.3 (29.7)                 | 8.2 (46.8)                  |
| 平均最低気温 °C （°F）             | −8.7 (16.3)                 | −8.2 (17.2)                 | −4.6 (23.7)                 | 0.4 (32.7)                  | 6.0 (42.8)                  | 11.2 (52.2)                 | 16.2 (61.2)                 | 17.0 (62.6)                 | 11.7 (53.1)                 | 4.7 (40.5)                  | −0.1 (31.8)                 | −5.3 (22.5)                 | 3.3 (37.9)                  |
| 最低気温記録 °C （°F）             | −24.8 (−12.6)               | −23.1 (−9.6)                | −20.2 (−4.4)                | −11.8 (10.8)                | −3.1 (26.4)                 | 2.0 (35.6)                  | 6.6 (43.9)                  | 6.8 (44.2)                  | −0.2 (31.6)                 | −4.3 (24.3)                 | −12.8 (9)                   | −19.5 (−3.1)                | −24.8 (−12.6)               |
| 降水量 mm （inch）                 | 91.3 (3.594)                | 73.2 (2.882)                | 72.0 (2.835)                | 80.9 (3.185)                | 103.5 (4.075)               | 86.2 (3.394)                | 143.7 (5.657)               | 186.5 (7.343)               | 149.7 (5.894)               | 122.1 (4.807)               | 131.3 (5.169)               | 112.7 (4.437)               | 1,357.8 (53.457)            |
| 降雪量 cm （inch）                 | 175 (68.9)                  | 146 (57.5)                  | 100 (39.4)                  | 10 (3.9)                    | 0 (0)                       | 0 (0)                       | 0 (0)                       | 0 (0)                       | 0 (0)                       | 0 (0)                       | 27 (10.6)                   | 135 (53.1)                  | 586 (230.7)                 |
| 平均降水日数 （≥1.0 mm）           | 19.1                        | 16.1                        | 13.6                        | 10.9                        | 11.1                        | 9.2                         | 11.7                        | 10.7                        | 12.1                        | 13.6                        | 17.1                        | 20.0                        | 165.2                       |
| 平均月間日照時間                   | 42.9                        | 55.3                        | 117.6                       | 166.5                       | 174.1                       | 152.1                       | 116.7                       | 139.5                       | 153.1                       | 140.5                       | 74.1                        | 36.2                        | 1,373.3                     |
| 出典1：Japan Meteorological Agency |                             |                             |                             |                             |                             |                             |                             |                             |                             |                             |                             |                             |                             |
| 出典2：気象庁                      |                             |                             |                             |                             |                             |                             |                             |                             |                             |                             |                             |                             |                             |

## 沿革・歴史
古くは松前藩の所領。1678年（延宝6年）同藩のヒバ（ヒノキアスナロ）山開放により、この伐採のため本州から杣夫（そまふ）が渡来した。農業を副業として定着し、各河川流域の開墾が始められた。
- 1869年（明治2年）榎本武揚率いる旧幕府脱走軍が松前藩の居城、福山城を攻略したため、松前藩主らは築城途上の館城（現在の厚沢部町城丘）に避難したが、追撃してきた旧幕府軍の攻撃で落城。藩主らは海路対岸の津軽半島に避難した。官軍の攻撃で旧幕府軍が箱館・五稜郭で降伏し、松前の所領回復後も松前藩は館城を拠点として「館藩」と名乗り、1871年（明治4年）の廃藩置県の際には青森県に属した。
- 1872年（明治5年）北海道開拓使の管轄となり、1876年（明治9年）俄虫村戸長役場を設置。
- 1906年（明治39年）4月に二級町村制を施行し、村名を厚沢部村とした。
- 1960年（昭和35年）字名地番改正、1963年（昭和38年）3月に町政施行し厚沢部町となり現在に至る。
- 1970年（昭和45年）5月12日 - 航空自衛隊の戦闘機 F-104Jが町内の山林に墜落。乗員1人が死亡[4]。

## 姉妹都市・提携都市
なし

## 経済
基幹産業は農業・林業

### 立地企業

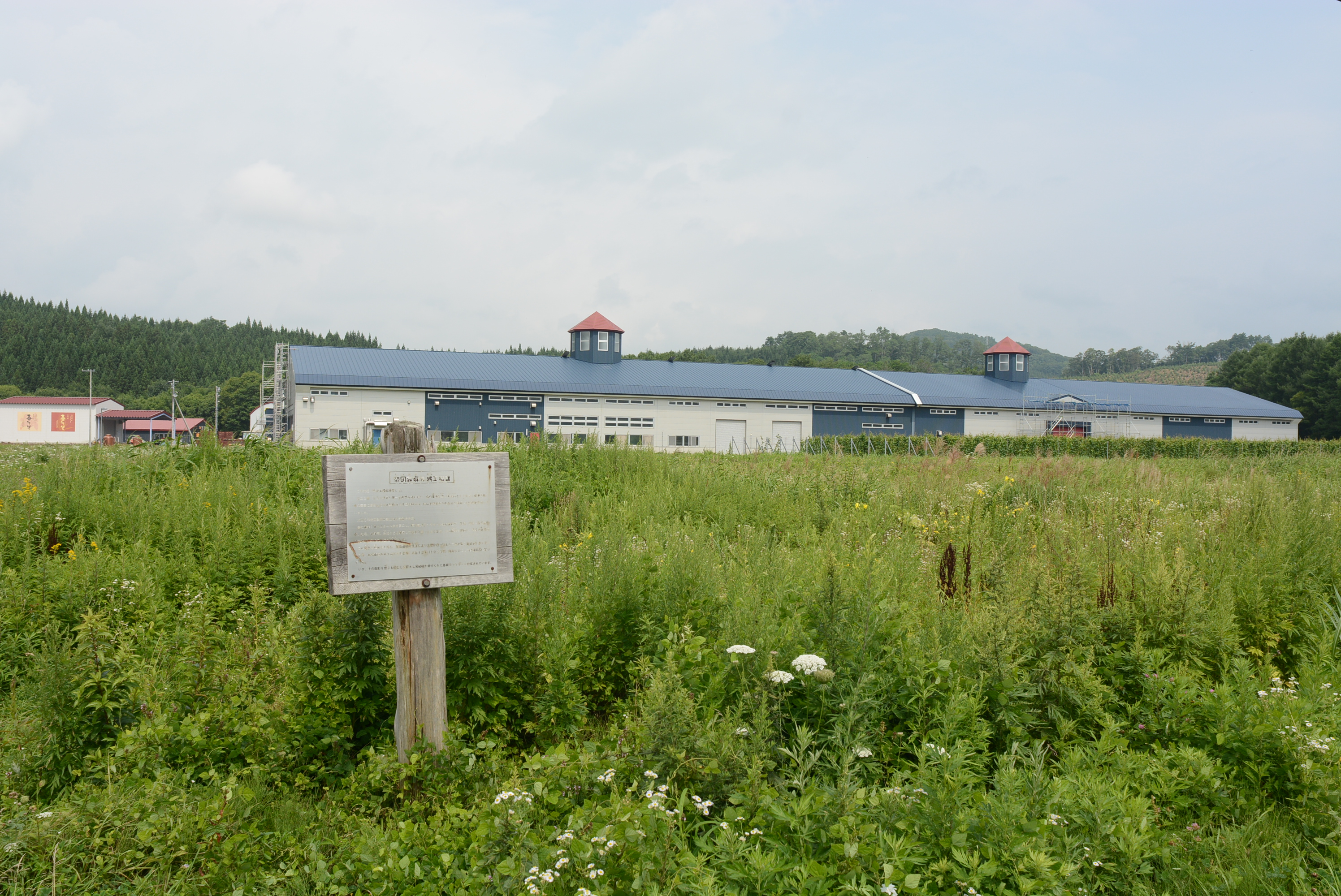
札幌酒精工業厚沢部工場

- 札幌酒精工業株式会社厚沢部工場

### 農協
- 新函館農業協同組合（JA新はこだて）厚沢部支店・鶉支店・館支店

### 金融機関
- 道南うみ街信用金庫厚沢部支店

### 郵便局
- 厚沢部郵便局（集配局）：市街地・鶉・木間内地区
- 館郵便局（集配局）：館町・富里地区
- 鶉郵便局

### 宅配便
- ヤマト運輸：函館主管支店江差かもめ島センター（江差町）
- 佐川急便：江差営業所（江差町）
- 日本通運：函館支店自動車営業課（函館市）

## 公共機関

### 警察
- 江差警察署厚沢部駐在所、鶉駐在所、館駐在所

### 消防
- 檜山広域行政組合厚沢部消防署
  - 鶉分遣所
  - 館分遣所

## 教育
- 中学校
  - 厚沢部
- 小学校
  - 厚沢部、鶉、館

## 交通

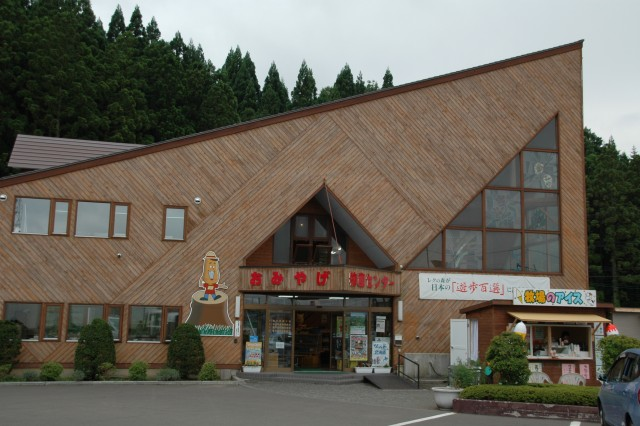
道の駅あっさぶ

- 函館市から車で約1時間15分 (57km)
- 江差町から車で約12分 (13km)
- 札幌市から車で約4時間30分 (240km)

### 鉄道
2019年（令和元年）現在、町内に鉄道は存在しないが、現在工事中の北海道新幹線新函館北斗 - 札幌間開業時には渡島トンネルが町内を通過する予定である（駅は設置されない）。鉄道を利用する場合の最寄り駅は、JR北海道函館本線八雲駅、あるいは北海道新幹線新函館北斗駅など。

### 道路
- 一般国道
  - 国道227号
- 北海道道
  - 北海道道29号上磯厚沢部線
  - 北海道道67号八雲厚沢部線
  - 北海道道460号乙部厚沢部線
  - 北海道道634号城丘江差線
  - 北海道道795号共和鶉線
  - 北海道道812号館町福島線
- 道の駅
  - 道の駅あっさぶ

### バス
- 函館バス

### タクシー
- 檜山圏エリアに属する

タクシー会社
- 俄虫タクシー

## 名所・旧跡・観光スポット・祭事・催事

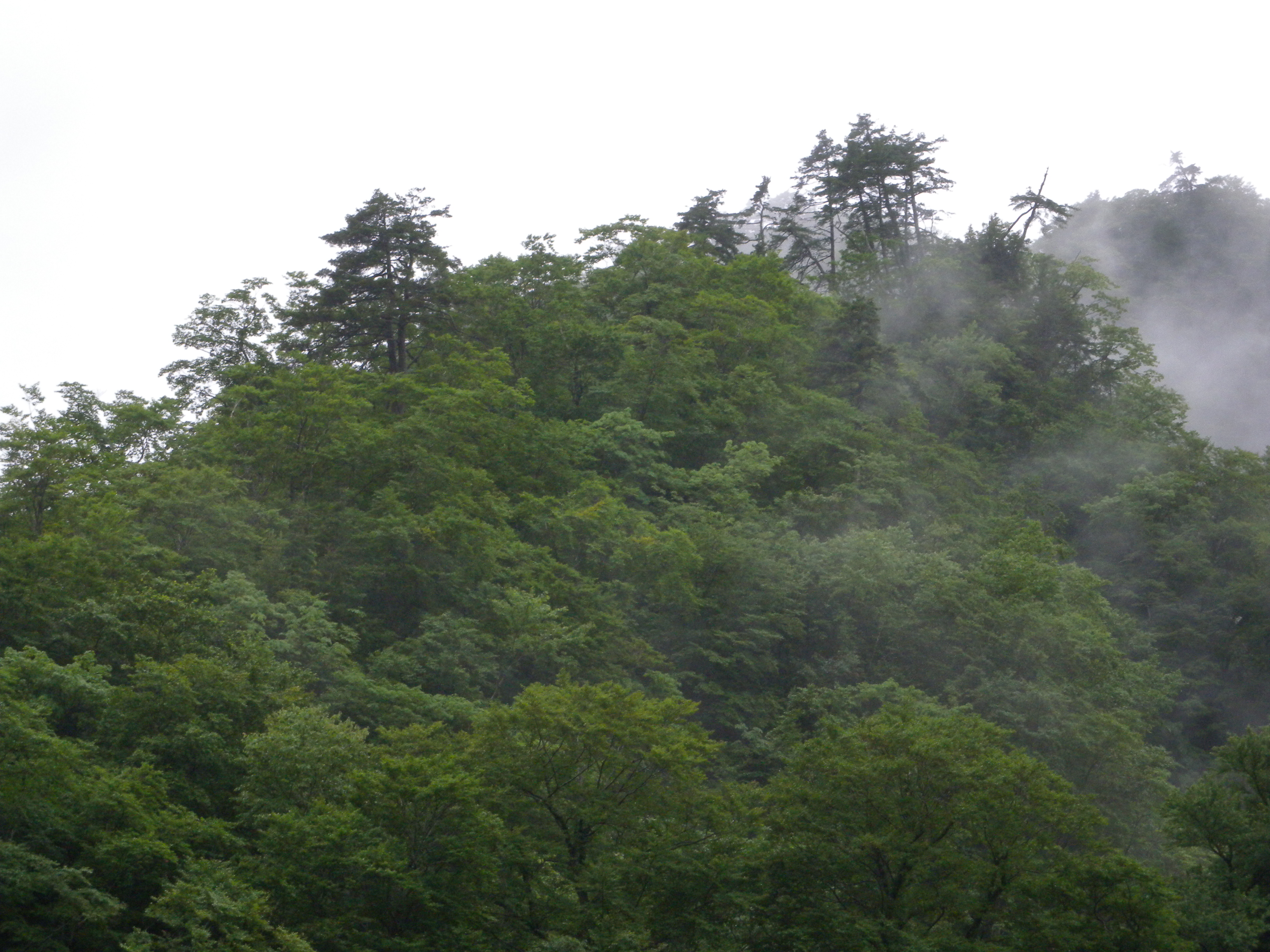
鶉川のゴヨウマツ

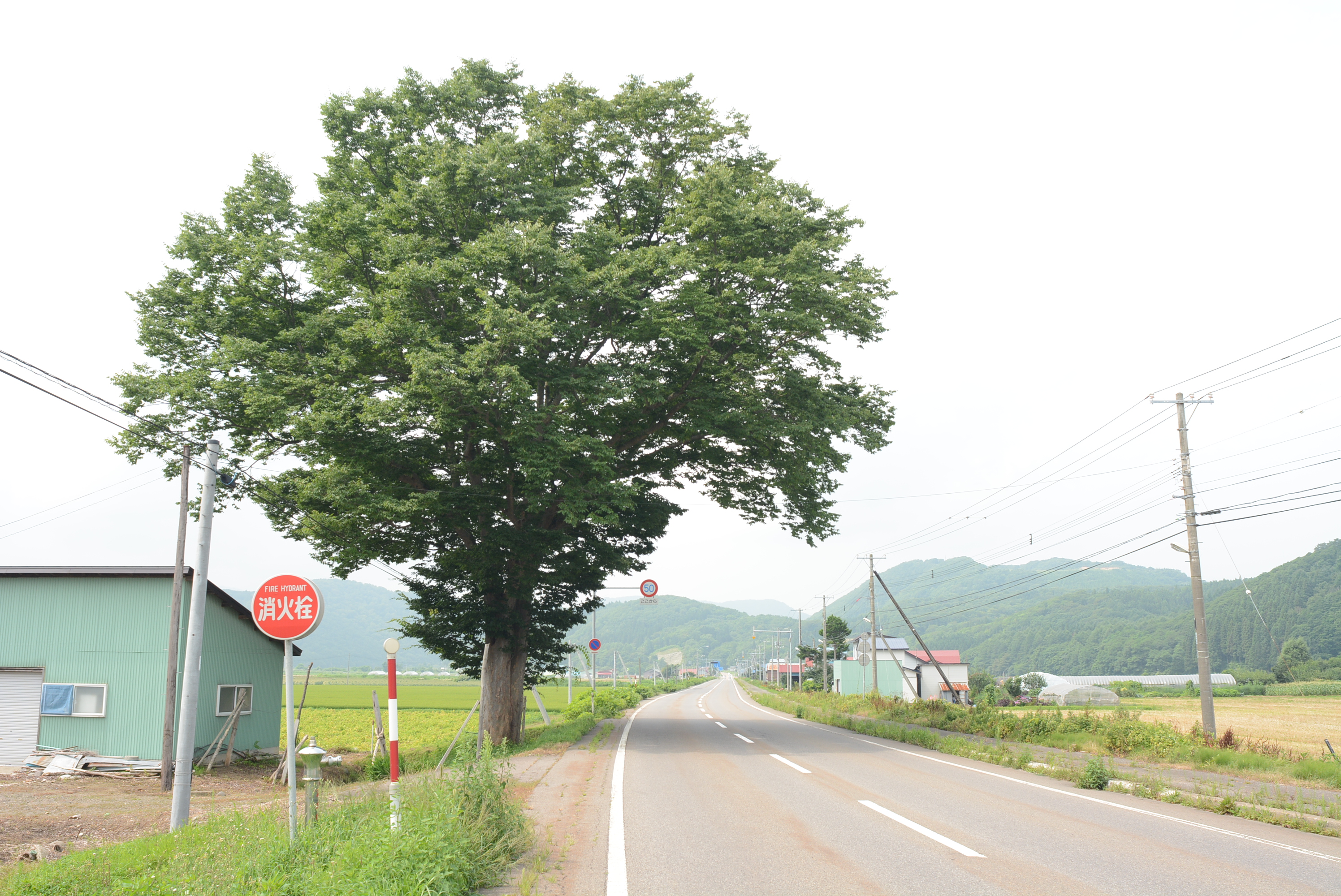
佐市のケヤキ

### 文化財

#### 史跡
- 松前氏城跡 館城跡

#### 天然記念物
- 鶉川ゴヨウマツ自生北限地帯

#### 厚沢部町指定無形民俗文化財
- 安野呂鹿子舞 - 滝野鹿子舞保存会
- 上俄虫鹿子舞 - 上里獅子舞保存会
- 土橋鹿子舞 - 富栄鹿子舞保存会
- 当路鹿子舞 - 当路鹿子舞保存会

### 名所
- 土橋自然観察教育林
- 太鼓山展望台
- 松前氏城跡館城跡
- 五葉松自生北限の地（天然記念物）
- 鶉ダムオートキャンプ場（ハチャムの森）

### 温泉
- うずら温泉：国道227号から1.5kmの田園地帯にあり、研修施設として研修室・宿泊施設・食事等が完備（有料）。入浴料400円。休館は月曜日。
- 館町いこいの家：北海道道29号上磯厚沢部線沿い館町市街地から約1kmにあり、地域住民の憩いの場として親しまれている。入浴料370円。休館は金曜日。
- 俄虫温泉：北海道道67号八雲厚沢部線沿い厚沢部市街地からは約1.2kmの所にあり、日本庭園を配した露天風呂が自慢。入浴料400円。

## イベント
毎年の夏まつりに商工会青年部によって、直径1 - 2m以上のメークインコロッケを作っていて、メートル級の巨大コロッケを作ることになった先駆けである。2022年7月23日にはその夏まつりにおいて重量279kg、約1300人分のコロッケが作られ「最大のコロッケ」としてギネス世界記録に認定された。

## 特産品等
- メークイン・光黒大豆（ひかりくろだいず）・大根など
- 土橋自然観察教育林（通称：レクの森）は2002年（平成14年）に「日本の遊歩100選」に選ばれた。